# Alfons Deloor
Alphonse Deloor (Bois d'Haine, 3 juni 1910 - Mechelen, 23 maart 1995) was een Belgisch wielrenner. 
In 1936 stond hij samen met zijn broer, Gustaaf Deloor, die de ronde in 1935 en 1936 won, op het podium van de Ronde van Spanje.

## Belangrijkste overwinningen
1932
- Omloop der Vlaamse Gewesten

1934
- 2e etappe Ronde van Catalonië

1935
- Omloop van België

1936
- 14e etappe Ronde van Spanje

1938
- Luik-Bastenaken-Luik

## Resultaten in voornaamste wedstrijden
| Jaar | Ronde van Italië | Ronde van Frankrijk | Ronde van Spanje |
| ---- | ---------------- | ------------------- | ---------------- |
| 1931 |                  |                     |                  |
| 1932 |                  |                     |                  |
| 1933 |                  | 27e                 |                  |
| 1934 |                  |                     |                  |
| 1935 |                  |                     | 6e               |
| 1936 |                  |                     | ↑ (1)            |
| 1937 | 31e              |                     |                  |
| 1938 |                  |                     |                  |

| Jaar | Milaan-San Remo | Ronde van Vlaanderen | Parijs-Roubaix | Luik-Bast.‑Luik | Parijs-Brussel |
| ---- | --------------- | -------------------- | -------------- | --------------- | -------------- |
| 1931 |                 | 32e                  |                |                 |                |
| 1932 |                 | ↑                    |                |                 |                |
| 1933 |                 | 4e                   | 6e             |                 |                |
| 1934 |                 |                      | 16e            |                 | 12e            |
| 1935 |                 |                      | 64e            | 7e              |                |
| 1936 |                 |                      | 19e            |                 | 7e             |
| 1937 | 36e             |                      |                | 14e             | 22e            |
| 1938 |                 |                      | 28e            | Goud            |                |